# ハンガリー基本法
ハンガリー基本法（ハンガリーきほんほう、ハンガリー語: Magyarország Alaptörvénye）は、ハンガリーの憲法である。
2011年4月8日に可決、1週間後に公布され、2012年1月1日に施行された。民主主義体制と自由選挙の下で制定されたハンガリーの最初の憲法は、ハンガリー共和国憲法であり、これは、1949年8月20日に可決され、1989年10月23日に大改正された。ハンガリー共和国憲法は、ハンガリーで最初の恒久的な成文憲法であり、これが廃止されるまで、ハンガリーは旧東側諸国のうち、東欧革命後に完全に新しい憲法を作成（全部改正）していない唯一の国であった。ハンガリー基本法は、このハンガリー共和国憲法に替わって制定された現行憲法である。

## 概要
社会的、財政的に保守的といわれているとおり、この憲法には多くの変更がみられる。
公債の対GDP比を（制定当時の80％超から）50%以下に抑えるため、これが50％以下になるまで、予算と税に関する憲法裁判所の権限が制限された。また、予算をこの範囲内で編成することが困難な場合、財政評議会が予算案に対する拒否権を行使することができる。大統領は、予算が承認されなかったときは議会を解散することができる。
政府契約には、活動と株主構成の透明性が確保された会社のみ参加できる。国立銀行総裁の権限も制限され、また、税と年金に関する法律の修正には、3分の2以上の多数の議決が必要となった。
胎児の生命は受胎の瞬間から保護され、この動きは、将来的に中絶を禁止または制限する可能性を開くと見られているが、現在の法律には変化はない。同性カップルは法的にパートナーを登録することができるが、結婚は男女間でするものと定義されている。差別の禁止では、年齢や性的志向については言及されておらず、凶悪犯罪に対しては仮釈放のない終身刑が認められている。
裁判官の定年は、70歳から一般的な定年に引き下げられた。すなわち、制定当時は62歳であり、2022年までに65歳まで引き上げられる。この規定は、検事総長とCuriaの長を除く検察官にも適用される。
国の名前は、「ハンガリー共和国」から「ハンガリー」へと変更されたが、共和政体は維持され、前文では、神やキリスト教、祖国、家族観とともに、聖冠についても言及されている。家族政策や年金制度、税制のような、かつて政府の管轄であった特定の問題領域については、3分の2以上の多数で議決された基本法によってのみ改正することができ、違憲審査の対象とはならない。

## 歴史

### 背景
何世紀もの間、ハンガリーの憲法は慣習法に基づく不文法であった。民法典も存在せず、法律家たちは、ハンガリー法大全（Corpus Iuris Hungarici）に基づいていた。憲法的効力を有した法律の中には、1848年のハンガリー革命の最中に制定された一連の法令があった。1867年法律12号（アウスグライヒを制定）や、1869年法律9号のように、行政と司法を分離してさらに立憲主義を保証するもの、1870年以後の地方自治と国政を調整する法律などである。
ハンガリー評議会共和国時代の到来に従い、革命統治評議会は、1919年4月2日、ソビエト式の政治制度を規定した暫定憲法を制定した。6月23日、評議会全国大会（ハンガリー語: Tanácsok Országos Gyűlése、英語版：National Assembly of Allied Councils）は、ハンガリーの最初の憲法典であるハンガリー社会主義連邦評議会共和国憲法を制定した。しかし、この体制は2か月後に崩壊し、1918年以前の不文憲法へ戻った。
ハンガリー王国の戦間期、成文憲法は存在しなかったが、いくつかの憲法的法律が成立した。1920年法律1号は、君主制（ただし、王位は空席であり、国王の権限は摂政のホルティ・ミクローシュ とその大臣が行使していた）を確認し、ハンガリー議会に立法権を付与した。法律47号は、ハプスブルク＝ロートリンゲン家を退位させた。1926年法律22号では第二院が設立された。逐次的な憲法は摂政の権限を増大させ、最初は40人の上院議員を指名する権限を有していたが、第二次世界大戦の間に、それが87人になった。

### 1949年憲法
ハンガリー勤労者党が国を掌握していた1949年、ソビエト社会主義共和国連邦憲法（スターリン憲法）を基にしたハンガリー共和国憲法が制定され、そこには勤労者党の指導的役割が記されていた。この基本的特徴は1989年まで続いたが、多くの重要な改正が行われた。そのうちのひとつ、1972年の改正では、ハンガリーが社会主義国であることが宣言された。1989年、東欧革命による共産主義体制の崩壊に伴い、議会は、民主的政体の先駆けとなる憲法改正を承認した。1990年の自由選挙で野党が勝利すると、民主社会主義と計画経済への言及は削除された。その後、数々の改正が20年以上続いたが、新憲法制定への次の計画が実現しなかった。

### 2011年憲法

#### 起草
2010年、フィデス＝ハンガリー市民同盟（フィデス）による新政権は、新憲法の起草に着手した。議会の憲法起草委員会が設置され、全5政党から選出された。草案は、欧州議会議員のJózsef SzájerのiPadで作られた。翌2011年2月、József Szájerにより、草案に対する国民アンケートを行うチームが作られた。メンバーは、駐英ハンガリー大使のJános Csák、ハンガリー国立銀行の監査委員長のZsigmond Járai、ハンガリー科学アカデミー会長であり、元教育大臣のJózsef Pálinkás、ハンガリー社会党の元国民議会議長であるKatalin Sziliであった。質問事項が記載されたこのアンケートは国民の意見を聞くため郵送され、11％にあたる917,000通が返ってきた。そして、応答者の中のコンセンサスに基づき、条項が盛り込まれ、あるいは削除された。例えば、未成年者に対する選挙権の付与についての提案は、国民の反対により見送られた。
同年4月8日、議会は262対44でこの憲法を可決した。フィデスとキリスト教民主国民党連合が賛成し、ヨッビクが反対した。社会党と新しい政治の形は、議論における与党の歩み寄りが消極的で、結論を変えることができなかったとして、起草作業と採決の両方をボイコットした。4月25日、大統領のシュミット・パールが署名し、2012年1月1日に施行された。この憲法が制定されたのは、ハンガリーが欧州連合理事会議長国の6か月間の任期の最中であった。

#### 反応
フィデス会派の会長であるJános Lázárは、この憲法はハンガリーの共産主義の過去からの決別を表すと述べ、首相のオルバーン・ヴィクトルは、民主制への完全な移行であり、不始末とスキャンダルの年の後、健全な財政とクリーンな政府が見込まれると述べた。しかし、反対派は、フィデスは議会の3分の2の多数を用い、党派間のコンセンサスなしに自分たちの憲法を通過させたと主張している。採決の前とその最中、憲法制定に反対する何千もの抗議者がブダペストでデモを行った。彼らの不平は、自分たちの権力を任期を越えて維持し、国でのキリスト教のイデオロギーを強化し、市民の自由を制限する、政府の企みであるというものであった。野党の参加がなかった事も言及されたが、副首相のTibor Navracsicsは、他の政党は参加の要請を拒否したと答えた。ハンガリーの実業界のメンバーは、法定通貨としてフォリントが明記されている条項を示し、将来ユーロに加入するのが困難になる可能性を述べた。しかし、政府は、この条項を改正するため、3分の2の多数を得ることができなければ、国民投票のような他の方法で回避することができると公式に述べている。前文に関して、ユダヤ人社会だけでなく、歴史学者からも批判された箇所は、この国は1944年3月にナチス・ドイツに侵略、占領された（マルガレーテ作戦）ときに独立を奪われたという文言である。この規定は1944年3月以降、ハンガリーのストーヤイ・デメ政権などがホロコーストの一環としてユダヤ人を強制収容所へ追放したことの責任を負わないことを含意しており、将来の賠償請求へ影響を与えるかもしれないと彼らは主張した。歴史学者のGéza Jeszenszkyはこの批判を強く退け、ハンガリーが1944年の外国からの侵略により独立を喪失したことは、全くの歴史的事実であり、それは否定すべきでないと述べた。彼は、閣僚や反ドイツの政治家の逮捕のような、ドイツによるハンガリーの政治への直接的な介入についても言及した。閣僚や反ドイツ政治家の逮捕やハンガリーの政党の禁止を含む、当時の政府の排除のような、ハンガリーに対する直接的な介入は、憲法制定を正当化する根拠としても述べられた。社会党党首のAttila Mesterházyは、彼が「フィデスの憲法」と呼んだ憲法を批判し、次の選挙の後に国民の合意に基づいた憲法に変えると約束した。ハンガリーの元大統領であり、元ハンガリー憲法裁判所長官でもあるショーヨム・ラースローは、裁判所に対する制限や、憲法が採決された際の「common parliamentary wrangling」について酷評している 。
ヴェニス委員会(Venice Commission)やHungarian Helsinki Committeeは、基本的法律に関する規定に懸念を表明した。野党は、これらは将来の政府がフィデスの法律に拘束されると主張したが、その法律に関する議論には参加すると約束した。アムネスティ・インターナショナルは、胎児の保護や結婚、無期刑の規定について、また、性的志向が反差別の規定でカバーされていないことを引用し、「国際的及びヨーロッパの人権基準の違反」を支持している。欧州議会の左翼及びリベラルな議員は、市民権の保護に欠け、立法の抑制均衡弱めるものだと断言した。そのうちの一人、欧州自由民主同盟の代表であるヒー・フェルホフスタットは、この憲法は基本的人権を制限し、透明性や柔軟性、歩み寄りの精神、十分な討論の時間を欠いたまま成立したと述べた。ドイツの外務副大臣Werner Hoyerは、ドイツにおける懸念を表明し、ハンガリー外務大臣に対し、「不可解で容認できない」との見解を取り下げるよう促した。さらに、国際連合事務総長の潘基文は、憲法に対する懸念について取り組むよう政府に提案した。隣接するスロバキアでは、相当数のハンガリー人が住み、スロバキア民主キリスト教連合・民主党を含む少なくとも3つの政党が存在するが、二重国籍や投票権などの在外ハンガリー人に特定の権利を与える規定に懸念を表明し、スロバキアの評論家は、その動きが拡大し、ナショナリストの標的になることを心配している。スロバキアの外務大臣は、いかなる国がスロバキア憲法や、スロバキアの独立または市民の権利を侵害することにも反対すると表明した。これに対する返答として、外務大臣のJános Martonyiは、スロバキアの外務大臣に対し、憲法は領土の外で効力を有しないと述べた。
2012年の正月の後、政府は、ハンガリー国立歌劇場で憲法施行を記念した催しを開いた。アンドラーシ通りでは、何万人もの人がこの行事に抗議し、この憲法は抑制均衡を排して民主主義を脅かすと訴えた。デモには、多くの市民団体や社会党等の野党の議員が含まれていた。批判に対し、フェディスの議員で憲法起草にも参加したGergely Gulyásは、ハンガリーにおける法制度を改善するものだと反論した。

## 備考
- 劇作家の平田オリザなど、ハンガリー基本法は自民党の日本国憲法改正草案とよく似ていると指摘する者もいる[44][45][46]。